# Bud Bowl
Bud Bowl fue una campaña publicitaria de Anheuser-Busch para su marca de cervezas Budweiser, que se emitió por primera vez durante el Super Bowl de 1989 en Estados Unidos. La campaña parodia la final de la National Football League y consistía en varios spots de 30 segundos a lo largo del partido, en los que se mostraba el transcurso de un encuentro paralelo de fútbol americano entre las botellas de Budweiser y las de Bud Light.
La primera versión del Bud Bowl se emitió durante el Super Bowl XXIII, celebrado el 22 de enero de 1989. Cada anuncio emitido durante la final debe durar un máximo de 30 segundos, por lo que se intercalaron varios spots en los que se simulaba un encuentro real. La agencia publicitaria contratada fue D'Arcy Masius Benton & Bowles, el equipo creativo estuvo liderado por David Henke y Bill Oakley, y se usaron las marcas Budweiser más consumidas. La animación se hizo con técnicas stop motion a cargo del estudio San Francisco Production Group; tres segundos de metraje requerían ocho horas de producción. La primera edición sólo estaba protagonizada por las botellas, y la presencia de personajes reales se reducía a la mascota de Bud Light, el perro Spuds MacKenzie.
El éxito de Bud Bowl hizo que Budweiser repitiera la campaña al año siguiente, a cargo del estudio de animación Broadcast Arts de Nueva York. En años posteriores se añadió animación por ordenador, hubo apariciones de otras marcas Budweiser y se contó con la imagen real de estrellas del fútbol americano, como Joe Namath o Mike Ditka. En 1998 se renunció a esa campaña publicitaria, aunque la marca Bud Bowl se ha utilizado para promociones y concursos de la empresa.
Bud Bowl es recordada como una de las campañas publicitarias más importantes en la historia del Super Bowl, junto a «1984» de Apple. Por su parte, Anheuser-Busch continuó realizando campañas publicitarias para el Super Bowl. Algunas de las más recordadas fueron las ranas de Budweiser (1995) y «Whassup?» (1999), ganador del gran premio del Festival publicitario de Cannes un año después. Bud Bowl fue parodiado en un capítulo de Los Simpson, «Lisa the Greek», como una campaña de la ficticia cerveza Duff.